# Yŏn Kaesomun
Yŏn Kaesomun (hangeul : 연개소문 ; hanja : 淵蓋蘇文 ; RR : Yeon Gaesomun) est un militaire coréen du VIIe siècle, combattant pour le royaume de Koguryŏ. Il fait destituer le roi Yeongnyu of Goguryeo (en) et place Pojang sur le trône. Lors de la première campagne de la Guerre Koguryo–Tang, il dirige les forces du Koguryŏ qui battent les forces d'invasion chinoises. Il est particulièrement mis en avant par les historiens nationalistes du XIXe siècle comme Shin Chae-ho qui le dépeignent comme l'une des principales figures militaires de l'histoire de la Corée.